# Actinium(III)-fluorid
Actinium(III)-fluorid ist eine chemische Verbindung der Elemente Actinium und Fluor. 

## Darstellung
Actinium(III)-fluorid kann entweder in Lösung oder durch Feststoffreaktion dargestellt werden. Im ersten Fall gibt man bei Raumtemperatur Flusssäure zu einer Ac3+-Lösung und fällt das Produkt aus.
{\displaystyle \mathrm {Ac^{3+}+\ 3\ HF\longrightarrow AcF_{3}\downarrow +\ 3\ H^{+}} }
Im anderen Fall wird Actinium-Metall mit Fluorwasserstoff bei 700 °C in einer Platinapparatur behandelt.

## Eigenschaften

### Physikalische Eigenschaften
Actinium(III)-fluorid ist ein weißer Feststoff. Es kristallisiert trigonal in der Raumgruppe P3c1 (Raumgruppen-Nr. 165) mit den Gitterparametern a = 7,41 Å und c = 7,55 Å sowie sechs Formeleinheiten pro Elementarzelle.

### Chemische Eigenschaften
Die Umsetzung von Actinium(III)-fluorid mit feuchtem Ammoniak bei 900–1000 °C liefert das Actiniumoxidfluorid AcOF.
{\displaystyle \mathrm {AcF_{3}+2\ NH_{3}+H_{2}O\longrightarrow AcOF+2\ NH_{4}F} }
Während Lanthanoxifluorid leicht durch das Erhitzen von Lanthan(III)-fluorid in Luft bei 800 °C in etwa einer Stunde entsteht, ergibt eine ähnliche Behandlung von Actinium(III)-fluorid kein AcOF und führt nur zu einer Schmelze der ursprünglichen Substanz.